# Xã đặc quyền Grayling, Michigan
Xã Grayling (tiếng Anh: Grayling Township) là một xã thuộc quận Crawford, tiểu bang Michigan, Hoa Kỳ. Năm 2010, dân số của xã này là 5.827 người.